# Dinastia de Kushara
La dinastia de Kushara (Kuššara) o Kusar (Kuššar), era la dinastia hitita de reis de Kushara fundada per Pithana i continuada per Anitta que va establir el poder hitita sobre la dinastia local hattita que governava a Kanish i Nesa (Neša) i va annexionar aquesta darrera ciutat que en hitita es deia Hattusa i és la moderna Boğazköy (ara Boğazkale). La ciutat va ser destruïda però el seu territori va passar a Kushara, que també va sotmetre a vassallatge als reis de Zalpa (Zalpuwa) i Purushanda (Burushkhanda).
Si aquesta dinastia va continuar fins a Labarnas I, el primer rei notable de l'Imperi Hitita Antic, o si Tudhalias I n'era el continuador, no se sap amb certesa perquè hi ha uns anys sobre els que no es conserven documents. En el període desconegut entre Anitta i Tudhalias I una nova dinastia podia haver pres el poder hegemònic dels hitites. El palau d'Anitta a Kanish fou destruït i al damunt es va construir un edifici hitita, cosa que no afavoriria la idea d'una continuïtat dinàstica, tanmateix Anitta va prohibir als seus successors restaurar Hattusa que després va ser la capital de l'Imperi. Però d'altra banda Hattusilis I s'anomenava "l'home de Kushara" i segurament era parent de la família reial d'aquell estat, i 350 anys més tard Hattusilis III es referia a Hattusilis I com "el fill i rei de Kushara".